# Engelbert Graswinckel van Maesland

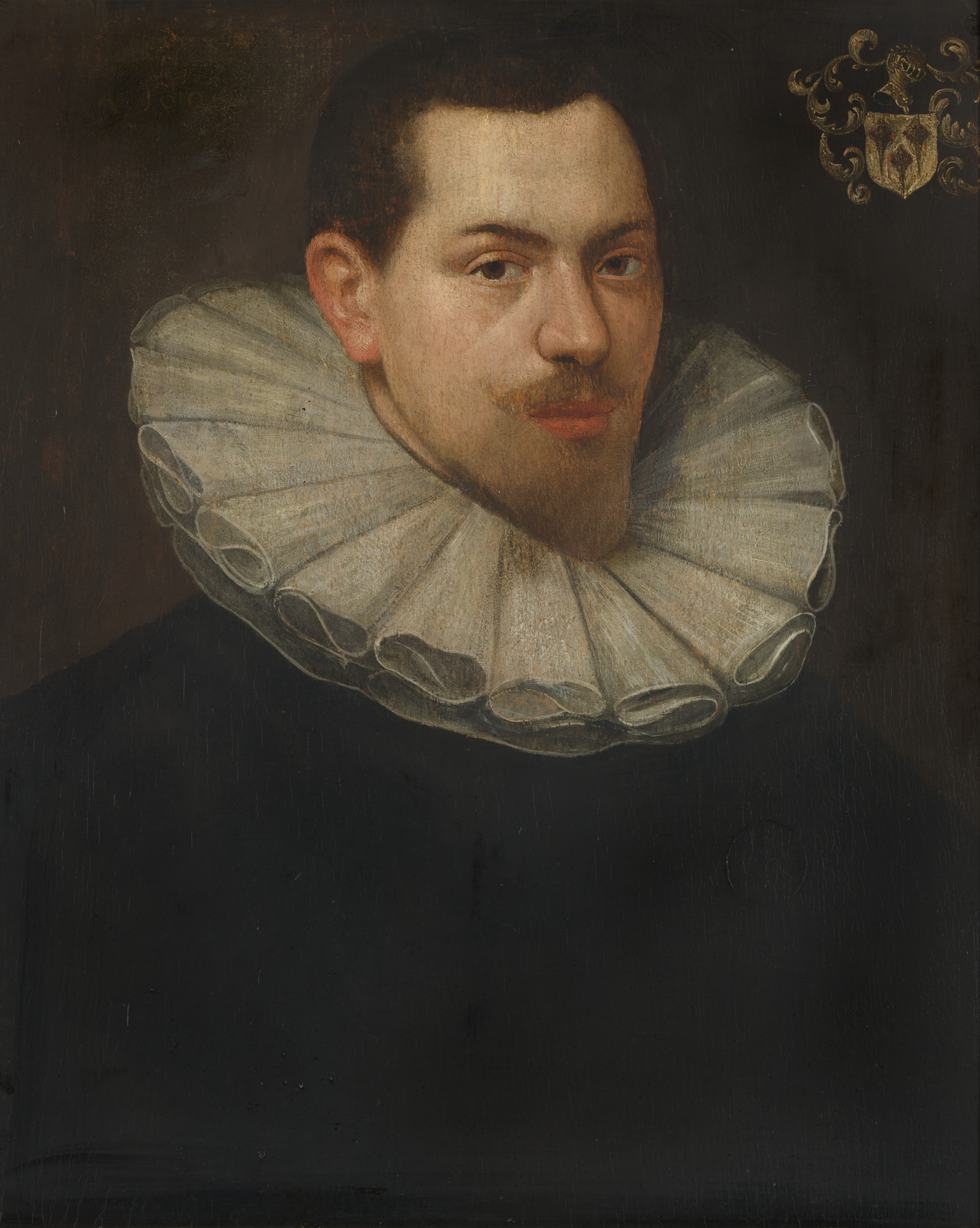
Engelbert Graswinckel van Maesland, portret door Michiel Jansz. van Miereveld

Engelbert Graswinckel van Maesland (Delft, 14 juni 1577 - aldaar, 16 april 1635) was een Nederlands bestuurder.
Engelbert (ook: Engelbrecht) Graswinckel stamt uit een Delfts regentengeslacht. Hij was een zoon van Gerrit Jans Graswinckel en Baertje van Maesland. Hij studeerde aan de Leidse universiteit (waar hij in 1597 werd ingeschreven als Engelbert van Maesland) en vervolgde zijn opleiding in Orléans. Bij zijn terugkeer in Nederland was hij doctor in de beide rechten. In 1602 werd hij geadmitteerd als advocaat in het Hof van Holland, maar het is niet zeker of hij het beroep daadwerkelijk heeft uitgeoefend. Dr. Graswinckel assisteerde zijn vader in diens brouwerij De Ruyt aan de Koornmarkt in Delft. In 1606 trouwde hij met zijn buurmeisje Margaratha van Hoogenhouck (1588-1648), dochter van de Delftse burgemeester Maarten Jansz van Hoogenhouck en Catharina Adriaans van der Dussen.
Graswinckel vervulde diverse openbare functies in Delft. Zo was hij bewaarder van het Fraterhuis (1608), visitator op de Latijnse school en van 1632 tot aan zijn overlijden schout van Overschie en Hogenban, Biesland en Vrijenban, Hof van Delft, 't Woudt en Hoog- en Woud Harnasch. Hij werd begraven in de Oude Kerk.